# 組立通信
組立通信合同会社（くみたてつうしん、英記表記：Kumitate-tsushin Limited Liability Company） は、東京都中央区にある編集・出版・広告制作等メディア制作会社である。

## 概要
個人事務所の商号としていたが、法人化に伴い2009年2月に正式な社名として採用した。出版書籍にはロゴとして立方体のマークを用いている。「クミツー」と略して呼ばれることもある。2013年11月に大阪市北区から東京都中央区へ移転。
印刷物の広告制作や情報誌の取材・執筆を手がけていたが、2005年9月より「天満スイッち」という無料の地元生活情報誌を発行。その後出版コードを取得して2007年3月に書籍版の「天満のスイッち vol.1」を、2008年2月に「天満のスイッち vol.2」を出版。2007年4月「天満スイッち.com」というウェブサイトを開設（2011年3月に閉鎖）。2011年7月には「天満のスイッち vol.3・天六スペシャル」を制作したが、当地に建つ阪急不動産の分譲マンション「ジオタワー天六」の販促物として作ったため書店では手に入らないプレミアム本となっている。
編集では、南大阪ぱど（ニワダニネットワークシステム）が発行している情報誌「Ferie（フェリエ）」の巻頭特集を2007年11月発行の創刊号から2013年5月号まで担当。大阪市都市工学情報センターが発行している「大阪人」2011年8月の増刊号「天神祭の歩き方地図」では、ほぼ全ページにわたって編集・執筆に関わる。
出版としては前出の「天満のスイッち」（vol.1 ～ 3）をはじめ、トヨタカローラ南海のノベルティブック「おでかけ帖」（2009年9月）やラジオパーソナリティーの豊島美雪と制作した「キュッと曲がって90度！」（関西オノマトペ用例集、2010年3月）、大阪府守口市の板金加工会社らが電気自動車開発に挑戦するルポルタージュ「町工場のおやじ、電気自動車に挑む」（「あっぱれ！EVプロジェクト」淀川製作所開発奮闘記、2010年6月）、大阪市の「海遊館」や長崎市の「長崎ペンギン水族館」などの取材をもとにしたペンギン飼育の手引書「ペンギンの飼い方」（2012年2月※後述）等を手がける。 
映像制作では、2011年10月よりネスレ日本のWebサイトコンテンツの動画「想いやりレシピTV」、2012年11月に伊藤忠都市開発の分譲マンション「クレヴィア南森町」のWebサイトコンテンツの動画「南森町タウンガイド」。2013年8～10月には産経新聞大阪本社の公式webサイト「産経関西」（2014年3月に閉鎖）にペンギン動画「営業2課の昼休み」を12話にわたって掲載。2017年10月にエスビー食品とロフトのコラボによるハロウィン企画で、渋谷ロフトの屋外ビジョンやモバイルコンテンツなどに向けたグラフィックアニメーションを制作。
2013年9月よりエスビー食品のWebサイトコンテンツとしてグラフィックアニメーションのWeb番組「おはスパ！ワイドシアター」をスタート。2014年2月から姉妹Web番組の「しぼり出し劇場」をテレビ東京の深夜ドラマ「孤独のグルメ」よりThe Screen Tones（ザ・スクリーントーンズ）の楽曲を使って配信。2016年11月には、株式会社KADOKAWA発行の月刊「ザテレビジョン」年末年始特集号で当該Web番組のキャラクターを使った連続広告を制作し、一般社団法人日本雑誌広告協会主催の第59回日本雑誌広告賞「小スペース広告部門」で金賞を受賞。
※ 「ペンギンの飼い方」は、海遊館がペンギンの餌として食用である「オスの生シシャモ（カペリン）」を使っていることをヒントに大阪市中央卸売市場の水産会社三恒とタイアップ。出版業界としては初めて書籍の付録に生もの（冷凍シシャモ）を採用した。

## 組立通信の主な書籍
- 『天満のスイッち vol.1』: ISBN 978-4-903831-00-8、
- 『天満のスイッち vol.2』: ISBN 978-4-903831-02-2、
- 『天満のスイッち vol.3・天六スペシャル』: ISBN 978-4-903831-05-3、
- 『キュッと曲がって90度！』（関西オノマトペ用例集）: ISBN 978-4-903831-03-9、
- 『町工場のおやじ、電気自動車に挑む』: ISBN 978-4-903831-20-6、
- 『ペンギンの飼い方』: ISBN 978-4-903831-04-6、
- 『二代目社長のがんばらない！経営学』: ISBN 978-4-903831-19-0、
- 『おでかけ帖』: ISBN 978-4-931523-04-3